# 43259 Wangzhenyi
43259 Wangzhenyi este un asteroid din centura principală de asteroizi.

## Descriere
43259 Wangzhenyi este un asteroid din centura principală de asteroizi. A fost descoperit pe 8 februarie 2000 la Xinglong în cadrul programului Beijing Schmidt CCD Asteroid Program. Asteroidul prezintă o orbită caracterizată de o semiaxă mare de 2,58 ua, o excentricitate de 0,17 și o înclinație de 10,8° în raport cu ecliptica.